# Grenze zwischen Ägypten und dem Sudan

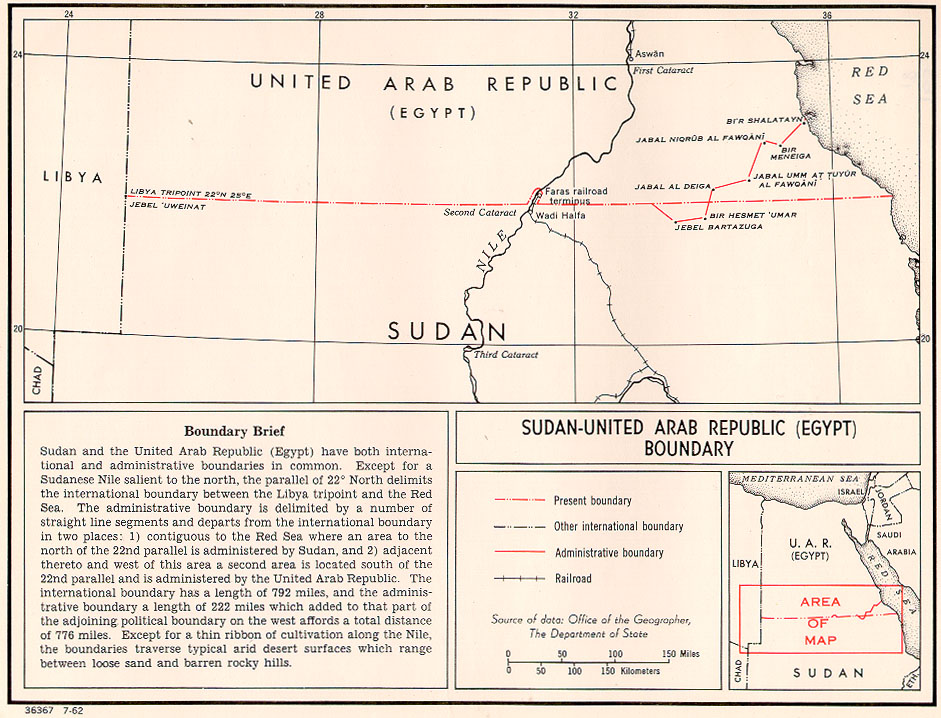
Karte des Grenzverlaufs (Ägypten noch als United Arab Republic ausgewiesen)

Die Grenze zwischen Ägypten und dem Sudan trennt als internationale Land- und Seegrenze (im Roten Meer) diese beiden Staaten. Sie ist als Landgrenze 1276 km lang und wird im Prinzip durch den 22. nördlichen Breitengrad gebildet; jedoch springt sie am Wadi Halfa Salient etwas nach Norden vor; auch wich die Verwaltungsgrenze im Osten (Hala’ib-Dreieck bis zum Jahr 2000, seither ägyptisch verwaltet; und Bir Tawil, weder von Ägypten und dem Sudan beansprucht) ab.

## Geschichte
Ägypten war im 19. Jahrhundert Teil des Osmanischen Reichs, besaß jedoch ein hohes Maß an Autonomie. 1882 besetzte das Vereinigte Königreich Ägypten, das als Khedivat Ägypten faktisch und 1914 auch nominell zu einem britischen Protektorat wurde. Ägypten hatte traditionell Ansprüche auf den Sudan erhoben, die auch unter britischer Besetzung weiter bestanden. Nach Niederschlagung des Mahdi-Aufstands eroberten die Briten den Sudan und schufen im Januar 1899 den Anglo-Ägyptischen Sudan als Kondominium, dessen Grenze zu Ägypten der 22. nördliche Breitengrad wurde. Im März 1899 wurde abweichend der kleine Wadi Halfa Salient am Nil mit einer Gesamtfläche von 210 km² geschaffen. Mit einer weiteren Vereinbarung aus dem Jahr 1902 wurde im Ostteil des Grenzverlaufs eine Verwaltungsgrenze gezogen, die das südlich des 22. nördlichen Breitengrads gelegene Bir Tawil der ägyptischen Verwaltung zuwies, das nördlich dieser Linie gelegene, an das Rote Meer angrenzende und wesentlich größere Hala’ib-Dreieck dagegen der des Sudan.
Ägypten wurde 1922 unabhängig, der Anglo-Ägyptische Sudan 1956.

## Grenzverlauf

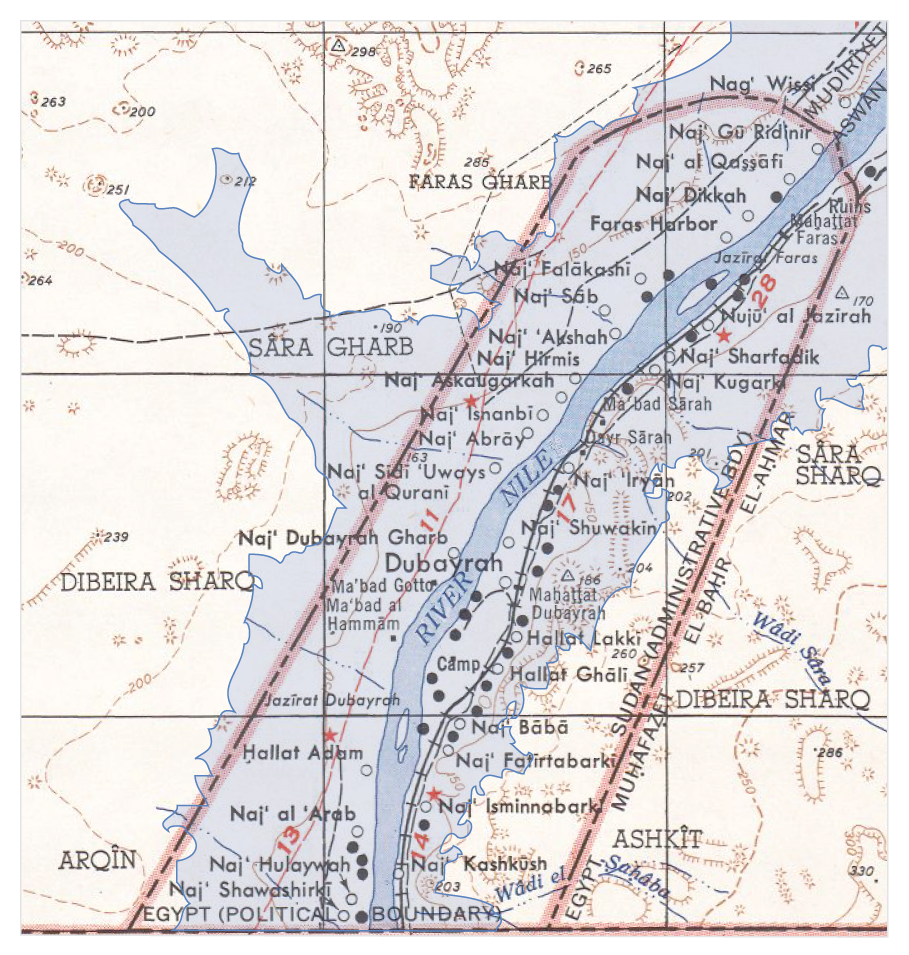
Wadi Halfa Salient

Die Landgrenze beginnt seit der Abtretung des Sarra-Dreiecks an Italien im Jahr 1934 im Westen am Dreiländereck mit Libyen in der Nähe des bis 1934 m hohen Gabal Uwainat (auch Jabal al Awaynat). Dort zweigt sie rechtwinklig von der auf dem 25. östlichen Längengrad verlaufenden Grenze Libyens ab und verläuft durch die Libysche Wüste zum Nil. An diesem hat sie mit dem Wadi Halfa Salient eine Ausbuchtung nach Norden, die inzwischen überwiegend vom Nasser-Stausee überflutet ist. Östlich des Nils setzt sich die 1899 festgelegte Grenze in der Nubischen Wüste bis zum Roten Meer auf dem 22. nördlichen Breitengrad fort.

## Grenzstreit um Bir Tawil und das Hala’ib-Dreieck

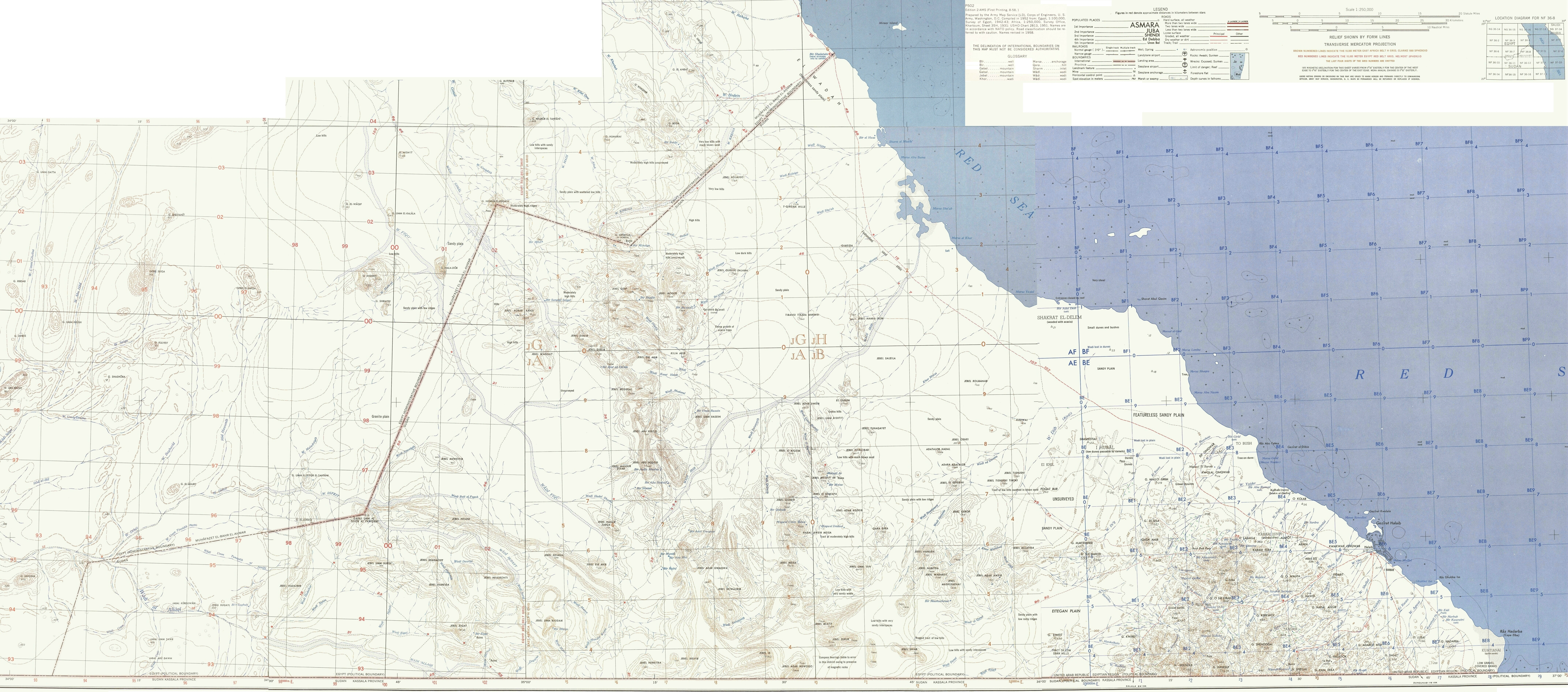
Karte des Hala’ib-Dreiecks

Der Sudan beanspruchte nach Erlangung der Unabhängigkeit die 1902 festgelegte Verwaltungsgrenze als Staatsgrenze; dagegen meldete Ägypten aufgrund des Vertrags von 1899 Rechte auf das Gebiet an. Im Jahr 1958 eskalierte der Streit. 1958 und 1992 kam es zu Militäraktionen Ägyptens. 2000 kam es zum Rückzug des sudanesischen Militärs und zur militärischen Besetzung durch Ägypten.
Damit stehen sich die ägyptische (22. Nördlicher Breitengrad als Grenze) und die sudanesische (Verwaltungsgrenze aus dem Jahr 1902) gegenüber. Dies führt dazu, dass das Hala’ib-Dreieck von beiden Staaten, das Gebiet um Bir Tawil aber von keinem beansprucht wird (vgl. die ähnliche Situation an der Grenze zwischen Kroatien und Serbien).